# Dupinić Veliki
Koordinati:   43°42′23″N, 15°42′48″E
Dupinić Veliki je majhen nenaseljen otoček v Jadranskem morju. Pripada Hrvaški.
Dupinić Veliki leži okoli 1 km zahodno od otoka Kaprije. Površina otočka meri 0,016 km². Dolžina obalnega pasu je 0,46 km.